# Farkas Győző
Farkas Győző (Kisnémedi, 1933. november 25. – Kisnémedi, 2020. május 12.) Széchenyi-díjas fizikus, a fizikai tudomány doktora, a Wigner Fizikai Kutatóközpont Szilárdtestfizikai és Optikai Intézetének (Wigner FK SZFI) kutatóprofesszora, a Wigner FK SZFI egykori Lézerfizikai Osztályának csoportvezetője, a magyar lézerkutatás egyik úttörője.

## Életút
Szegény paraszti családba született. Édesapja Farkas Antal, édesanyja Cserepka Veronika. Általános iskolai tanulmányait a Kisnémedi Községi Elemi Népiskolában kezdte meg 1941-ben, ezt követően 1944-ben lett a Váci Kegyes Tanitórendi Gimnázium tanulója. Az iskolát 1948-ban államosították, így az érettségit a Váci Sztáron Sándor Állami Általános Gimnáziumban szerezte meg 1952-ben. Az érettségit követően került az Eötvös Loránd Tudományegyetem fizika szakára, ahol kitűnő tanuló volt. 1956-ban Simonyi Károly meghívására a Központi Fizikai Kutatóintézetben (KFKI) kezdett el dolgozni, azonban a forradalom után Simonyi Károllyal együtt távoznia kellett az intézetbõl. A szakdolgozatát a Kozmikus Sugárzási Osztályon készítette 1956-57-ben Varga Péter vezetésével, a diplomáját 1957-ben szerezte meg jó minősítéssel.
Késõbb Jánossy Lajos közbenjárásával visszakerült a KFKI-ba gyakornokként, ahol Jánossy professzor csoportjában kezdett el kísérletezni, ahol a kvantummechanika alapfeltevéseivel foglalkoztak. Késõbb Farkas Gyõzõ a fény-anyag kölcsönhatással kezdett el foglalkozni. 1963-ban készített egy gázlézert, majd nem sokkal később egy rubin Llézert5. 1975-ben vehette át az Eötvös Loránd Fizikai Társulat Schmid Rezső-díját. 1980-ban lett a fizikai tudomány doktora, doktori tézisének címe: A fotoeffektus igen nagy fényintenzitások tartományában fellépő tulajdonságainak kísérleti vizsgálata ultrarövid lézerimpulzusok segítségével. Nagy szerepe volt a szegedi ELI Attosecond Light Pulse Source (ELI-ALPS) központ Magyarországra való telepítésében. Kiemelkedő tudományos munkásságát számos kitüntetéssel ismerték el, többek között az MTA Fizikai Fődíjával (2000), a Magyar Érdemrend Tisztikeresztjével (2012) és a Széchenyi-díjjal (2014).

## Munkássága
Kutatási témája a foton-elektron kölcsönhatások, a kvantum-elektrodinamika és a szuperintenzív lézerimpulzusok. Fotoefektussal kapcsolatos kutatásaiban, Horváth Zoltánnal együtt kimutatta, hogy arany atomokat rendkívül erõs lézerfénnyel megvilágítva mintegy ezerszer nagyobb energiával lépnek ki az elektronok, mint a gyenge, hagyományos fényforrások esetén – ami azt jelenti, hogy az Einstein-egyenlet jóval általánosabb, mint annak megszületése idején gondolták, és sokfotonos folyamatokra is érvényes.1992-ben Tóth Csabával közösen a rendkívül rövid, Attoszekundumos időtartam alatt felvillanó fényimpulzusok létezésével kapcsolatban dolgozott ki új elméletet, amely az attofizika tudományának megszületéséhez vezetett